# Anthidium gayi
Anthidium gayi is een vliesvleugelig insect uit de familie Megachilidae. De wetenschappelijke naam van de soort is voor het eerst geldig gepubliceerd in 1851 door Spinola.